# Котецький Костянтин
Костянти́н Коте́цький (18 травня 1883, Лютовиська, тепер Бісковицька сільська громада, Самбірський район, Львівська область — 22 жовтня 1936, с. Майдан) — інженер-хімік, військовик (хорунжий УСС).

## Життєпис
Навчався у Львівському університеті та Празькому політехнічному по хімічній спеціалізації.
У часі Першої світової війни зголосився до УСС, брав участь в карпатських боях; по тяжкій хворобі відрахований з діючого складу. В часі Листопадового чину працював технічним керівником нафтової рафінерії у Пардубице (Чехословаччина). Написав прохання, і згодом перейшов на службу в уряд ЗУНР по технічних питаннях, суміщаючи працю хіміком на рафінерії в Дрогобичі. В часі травневого 1919 польського наступу потрапив разом з евакуйованими державними службовцями у полон, інтернований у Вадовицях, по тому — у Домб'ю під Краковом.
По звільненні повернувся на рафінерію в Пардубице, звідтіля повертається до домівки, закладає своє підприємство, яке, проте, збанкрутувало.
Мав визнання міжнародове як учений, його запрошували працювати на нафтові видобутки на Кавказі, в Мексиці, Суматрі та Японії, одначе ці пропозиції відкидав, вважаючи за своє покликання працювати для України.

## Джерело
- Визвольні змагання [Архівовано 3 грудня 2013 у Wayback Machine.]
- Інститут україніки [Архівовано 10 березня 2014 у Wayback Machine.]

| Емблема Збройних сил України | Це незавершена стаття про військового чи військову Збройних сил України. Ви можете допомогти проєкту, виправивши або дописавши її. |